# Reisenberg
Reisenberg é um município da Áustria localizado no distrito de Baden, no estado de Baixa Áustria.